# DR2 Tema
DR2 Tema er et række programmer om et bestemt tema, der sendes på DR2 hver lørdag aften. Udsendelserne består som regel af 60-90 minutters dansk nyproduceret tv og 60-90 minutters udenlandsk dokumentar- eller filmproduktion.
Redaktionen har to årlige deadlines for programforslag, og der har til dato været sendt over 730 temaudsendelser.